# Dasychira aeschra
Dasychira aeschra är en fjärilsart som beskrevs av George Francis Hampson 1926. Dasychira aeschra ingår i släktet Dasychira och familjen tofsspinnare. Inga underarter finns listade i Catalogue of Life.